# اوئوچی یوشیتاکا
اوئوچی یوشیتاکا (به ژاپنی: Ōuchi Yoshitaka大内 義隆) دایمیو در ولایت سوئو و رهبر خاندان اوئوچی بود. وی ابتدا  اوئوچی یوشیناگا را به فرزندخواندگی پذیرفت اما پس از آن پسر خودش دنیا آمد.